# Carte du Ciel
Carte du Ciel（法文，《天空之圖》）和攝影目錄（或AC，《攝影星圖》）是兩個不同元件聯結在一起的龐大國際專案，計畫於19世紀末期啟動，目的在製做亮度達到11或12等，包含數百萬顆微弱恆星位置的星圖。來自世界各地的20個天文台參與這一個持續了數十年的龐大觀測計畫，並且拍攝了超過22,000張攝影乾片。然而，或許是因為計畫的規模過於龐大，專案只獲得了部分的成功，Carte du Ciel的組件始終未能完成，而攝影星表的部分已經機乎被忽略了近半個世紀的時間。但是，1997年依巴谷星表的出現，使得這些走入歷史的乾板再度獲得重要的發展。

## 起源和目標
這是一個巨大且史無前例的國際性星圖測繪製作計畫，是在1887年由巴黎天文台台長Amédée Mouchez發起的，他意識到攝影的新技術在星圖製做過程上所擁有的潛力。這是1887年4月，超過50位天文學家在巴黎召開天文攝影會議的結果，來自世界各地的20個觀測站同譯參加這個計畫，並設立了兩個目標：
首先，這份攝影星圖，整個天空都將拍攝到11等星，並提供參考恆星位置的目錄，以填補中星儀和子午環儀的觀測只能達到8等星的空隙，這將提供恆星位置合理的網路密度，又可以做為測量其他暗淡天體位置測量時的參考系統（the Carte du Ciel）。世界各地不同位置的觀測站被分配觀測不同緯度的天區（見附表）。天文目錄上的乾片一般都是曝光6分鐘，在適當的時候進行拍攝、測量和完整的印製。他們在20世紀的第一季完成，產生了一系列星等達到11.5等的恆星位置。
第二個目標，第二組的乾片，有更長的曝光時間和較小的重疊區域，星等將達到14等。這些乾板將複製和製作出一組星圖，the Carte du Ciel，相較於過去，將直接從中星儀觀測到的天體座標轉換成星圖。多數的Carte du Ciel使用3張間隔20分鐘曝光的乾片，每次位置偏移10秒弧的等邊三角形，使它很容易將恆星從乾片的瑕疵和小行星中分辨出來。
這個令人著迷的當代國際合作成果是由牛津大學的天文學教授H.H. Turner發表於1912年。其他方面的陳述，於1988年被涵蓋在國際天文聯合會的133學術委員會的論文內.。

## 攝影目錄

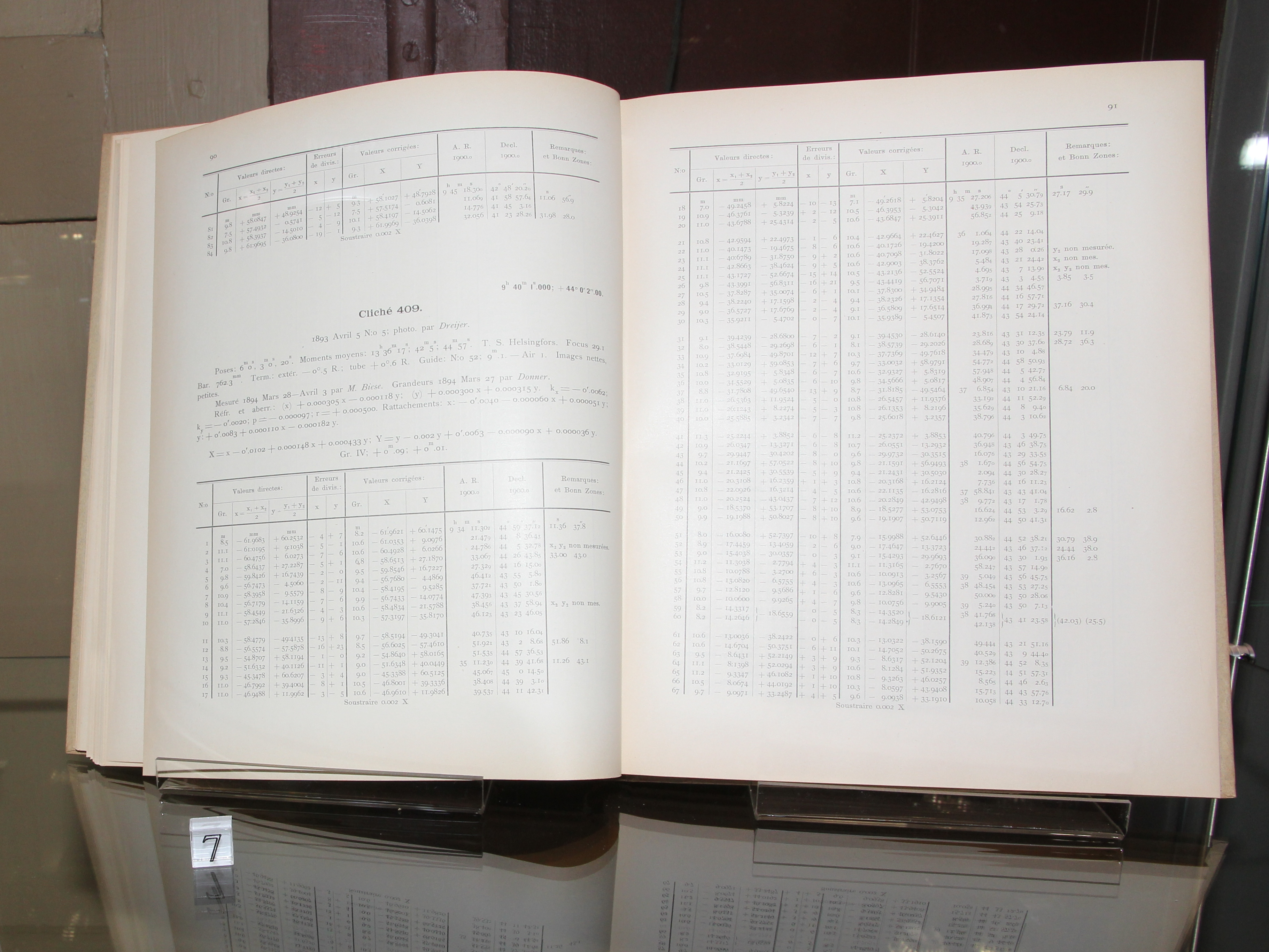
1937年由赫爾辛基大學天文台出版的Ciel I–VIII攝影目錄。

對於《天空之圖》，來自世界各地的20個天文台參與了22,000多個玻璃板的曝光和測量（見表）。 大約一半的天文台從法國的亨利兄弟（Paul和Prosper）訂購望遠鏡，其他的則從都柏林的霍華德·格魯布（Howard Grubb）的望遠鏡工廠訂購。

## 其它鍊結
- Henry Chamberlain Russell for further details of the Australian contribution
- IAU Commission 8 Working Group, includes a photograph of nuns measuring the Vatican plate collection (1910-1921)
- Histoire de l'Observatoire de Toulouse (with a section on the Carte du Ciel)
- （页面存档备份，存于） A compilation of historical material by the Torino Observatory